# Имя прилагательное в белорусском языке
Имя прилагательное (бел. прыметнік) — знаменательная часть речи в белорусском языке, которая обозначает признак предмета и выражает это значение в категориях рода, числа и падежа. Перечисленные морфологические категории имени прилагательного проявляются синтаксически и совпадают с морфологическими категориями существительного, к которому относится данное прилагательное. В зависимости от характера выражаемого признака предмета и грамматических особенностей имена прилагательные разделяются на качественные и относительные.

## Качественные и относительные прилагательные
Имя прилагательное в белорусском языке может выражать качество предмета непосредственно (белы, сухі, малады и тому подобное), либо через отношение предмета к другому предмету или действию (вячэрні, драўляны, капіравальны). Имена прилагательные первого типа называются качественными (бел. якасныя прыметнікі), второго типа — относительными (бел. адносныя прыметнікі).
Качественные прилагательные обозначают такие признаки предметов, которые могут быть восприняты с помощью органов чувств: цвет, физические характеристики, признаки времени и расстояния, черты характеры и умственные способности. Указанные признаки могут проявляться в большей или меньшей степени, поэтому многие качественные прилагательные могут образовывать степени сравнения: сравнительную (бел. вышэйшая) и превосходную (бел. найвышэйшая): прыгажэйшы, найпрыгажэйшы, больш лясісты, найбольш лясісты. В зависимости от способа образования (с помощью аффиксов либо с использованием наречий больш, менш, найбольш, найменш или местоимения самы) выделяют простые (бел. простыя) и составные (бел. складаныя) формы степеней сравнения. Некоторые качественные прилагательные имеют краткие формы (вясёлы — весел).
Относительные прилагательные могут выражать такие значения, как отношение предмета к материалу, из которого он сделан; к веществу, из которого предмет состоит; к времени существования; к месту нахождения; к предназначению предмета; к действию, которое предмет осуществляет, и т. д. Подобные характеристики не могут проявляться в большей и меньшей степени, поэтому относительные прилагательные сравнительных степеней не образуют. Относительные прилагательные, выражающие значение принадлежности предмета человеку либо живому существу, называют притяжательными (бел. прыналежныя).
С развитием переносных значений возможен переход относительных прилагательных в качественные и обратно: жалезная воля — качественное прилагательное, чорная металургія — относительное.

## Склонение прилагательных
Имя прилагательное в белорусском языке изменяется по родам, падежам и числам в соответствии с родом, числом и падежом имени существительного, c которым прилагательное связано в предложении или более широком контексте. Это изменение называется склонением имени прилагательного.
Категория рода имени прилагательного показывает, что признак присущ предмету, который выражен существительным в мужском (бел. мужчынскі род), женском (бел. жаночы род) или среднем (бел. ніякі род) роде. Соответственно, категория рода прилагательного представлена мужским, женским и средним родом. В некоторых случаях род прилагательного выполняет семантическую функцию. Это происходит при сочетании прилагательного с именем существительного общего рода, с неизменяемыми существительными, с личными местоимениями: круглы сірата — круглая сірата, вядомы канферансье — вядомая канферансье, ты малады — ты маладая.
Категория числа указывает на то, что качество присуще предмету, который выражен существительным в форме единственного или множественного числа. Соответственно, данная категория представлена формами единственного (в мужском, женском и среднем роде) и множественного числа.
Категория падежа указывает на то, что имя прилагательное обозначает признак предмета, который выражен существительным в том или ином падеже (именительном (бел. назоўны), родительном (бел. родны), дательном (бел. давальны), винительном (бел. вінавальны), творительном (бел. творны) или местном (бел. месны)). Категория падежа имени прилагательного также представлена формами шести падежей. Если имя прилагательное сочетается с несклоняемым существительным, падежные формы прилагательного выражают падеж существительного.
Выделяют три типа склонения прилагательных: адъективное (бел. ад'ектыўнае), смешанное (бел. змешанае) и нулевое (бел. нулявое). К адъективному типу склонения относятся полные формы качественных и относительных прилагательных. Притяжательные прилагательные, имеющие краткую форму в именительном и винительном падежах, относятся к смешанному типу склонения. Нулевое склонение характерно для неизменяемых прилагательных, таких как мова урду или касцюм беж.

## Словообразование
Некоторые качественные прилагательные являются непроизводными: дужы, зялёны, малады. Поскольку все относительные прилагательные выражают отношение предмета к чему-либо, они всегда являются производными и могут быть образованы от различных частей речи: существительных, глаголов или наречий.
Имена прилагательные в белорусском языке могут быть образованы следующими способами:
- суффиксальный (пчала — пчал-ін-ы, халодны — халадн-ават-ы, двое — двай-н-ы, свой — свой-ск-і), в том числе с использованием нуль-суффиксации (авечка — авеч-∅-ы)[10];
- приставочный (ваенны — анты-ваенны, вышэйшы — най-вышэйшы);
- приставочно-суффиксальный (від — між-від-ав-ы);
- сложение основ (руска-беларускі, марозаўстойлівы);
- сложение основ с суффиксацией (кароткачас-ов-ы);
- сращение компонентов словосочетания[11] (фосфарзмяшчальны).

## Синтаксическая роль
Синтаксическая роль имени прилагательного тесно связана со значением прилагательного как части речи. В предложении имя прилагательное чаще всего выполняет роль определения и размещается перед обозначемым словом (существительным или субстантивированной частью речи). Расположение прилагательного после слова, к которому оно относится, нарушает прямой порядок слов и обычно используется в художественной речи.
Также прилагательное может выполнять функцию именной части составного сказуемого.